# Estácio

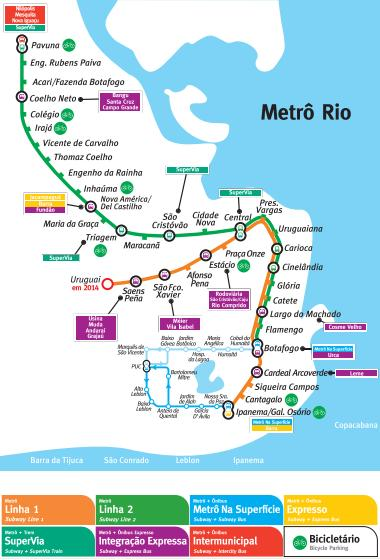
Anbindung an das U-Bahn-System

Estácio ist ein Stadtteil von Rio de Janeiro mit etwa 17.000 Einwohnern (2010), etwa drei Kilometer westlich des Zentrums gelegen und der Zona Central zugerechnet. Der Stadtteil, der Kleinbürgertum und Unterschicht beheimatet, wurde zu Ehren des Stadtgründers Estácio de Sá benannt. Angrenzende Stadtteile sind Catumbi, Praça Onze und Rio Comprido.

## Geschichte
Estácio war anfänglich ein Arbeiterviertel. Unter anderem beherbergte es große Anlagen der Brauerei Brahma, einer der größten Brasiliens, heutzutage Teil des weltweiten InBev-Imperiums. Bis gegen Ende des 20. Jahrhunderts war der Stadtteil auch für Prostitution bekannt. Zu dieser Zeit entstanden medizinische Einrichtungen für jugendliche Mütter und eine U-Bahn-Station. Außerdem wurden das Gefängnis Frei Caneca, eine Niederlassung der Militärpolizei sowie ein Militärkrankenhaus eingerichtet.
Mit der Einbindung ins U-Bahn-Netz wurde der Stadtteil auch besser in Rio selbst integriert. Es wurde das Sambódromo eröffnet und alte Bauten des Stadtteils abgerissen, um Platz zu schaffen für die moderne Cidade Nova (Neustadt) mit dem Verwaltungszentrum São Sebastião und dem Teleporto do Rio de Janeiro, einem U-Bahnhof.
Estácio ist bedeutend für die kulturelle Entwicklung von Rio de Janeiro und gilt als der Ursprungsort des Samba. Noel Rosa, Luiz Melodia und andere große Künstler der brasilianischen Popmusik besingen den Stadtteil. Hier befindet sich auch die bekannte Sambaschule Grêmio Recreativo Escola de Samba Estácio de Sá (GRES), die bereits elf Mal Meister beim Karneval von Rio wurde.
Zu Estácio gehört auch der Morro de São Carlos, eine befriedete Favela.

## Bilder

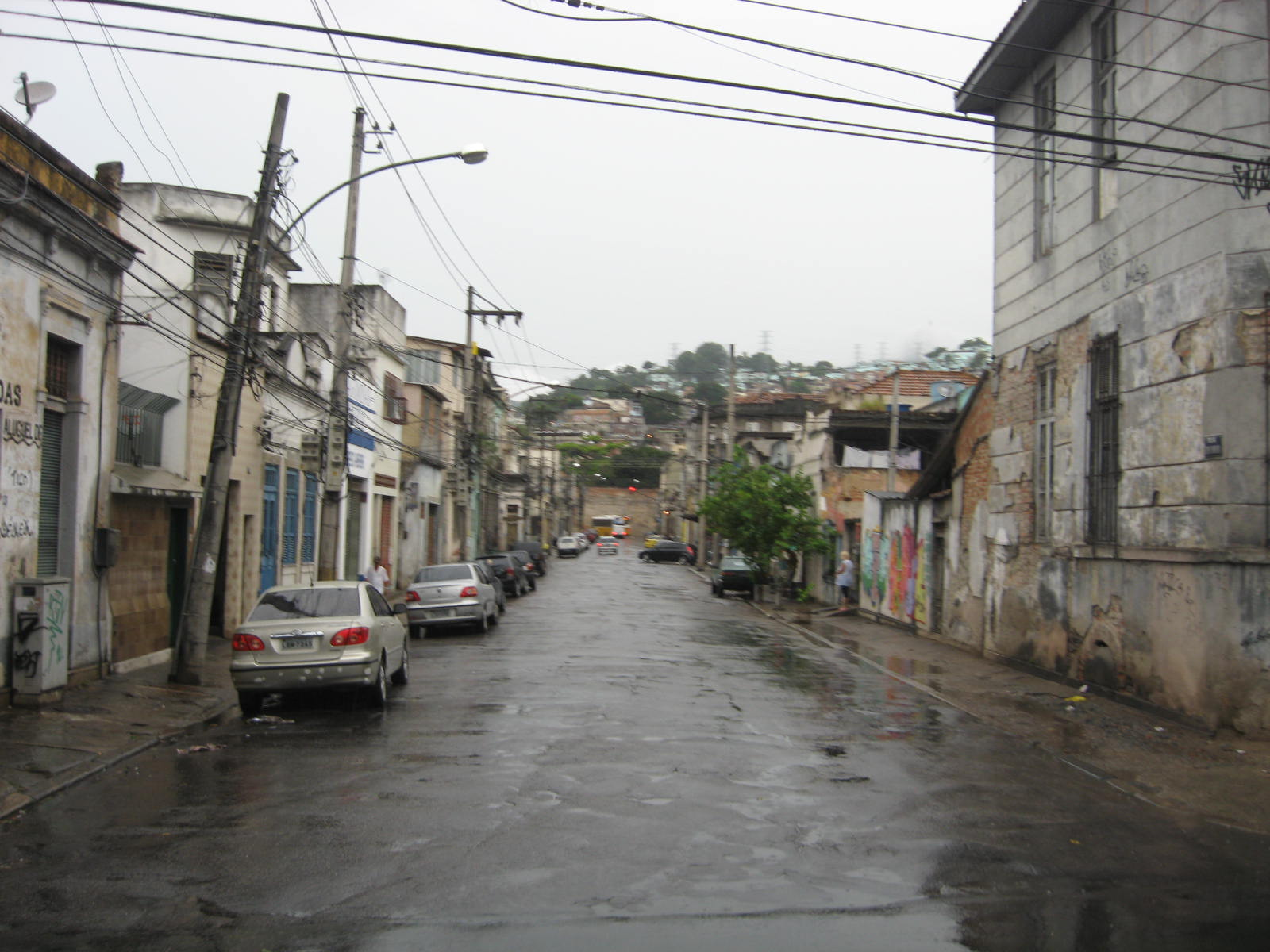
Straße in Estácio
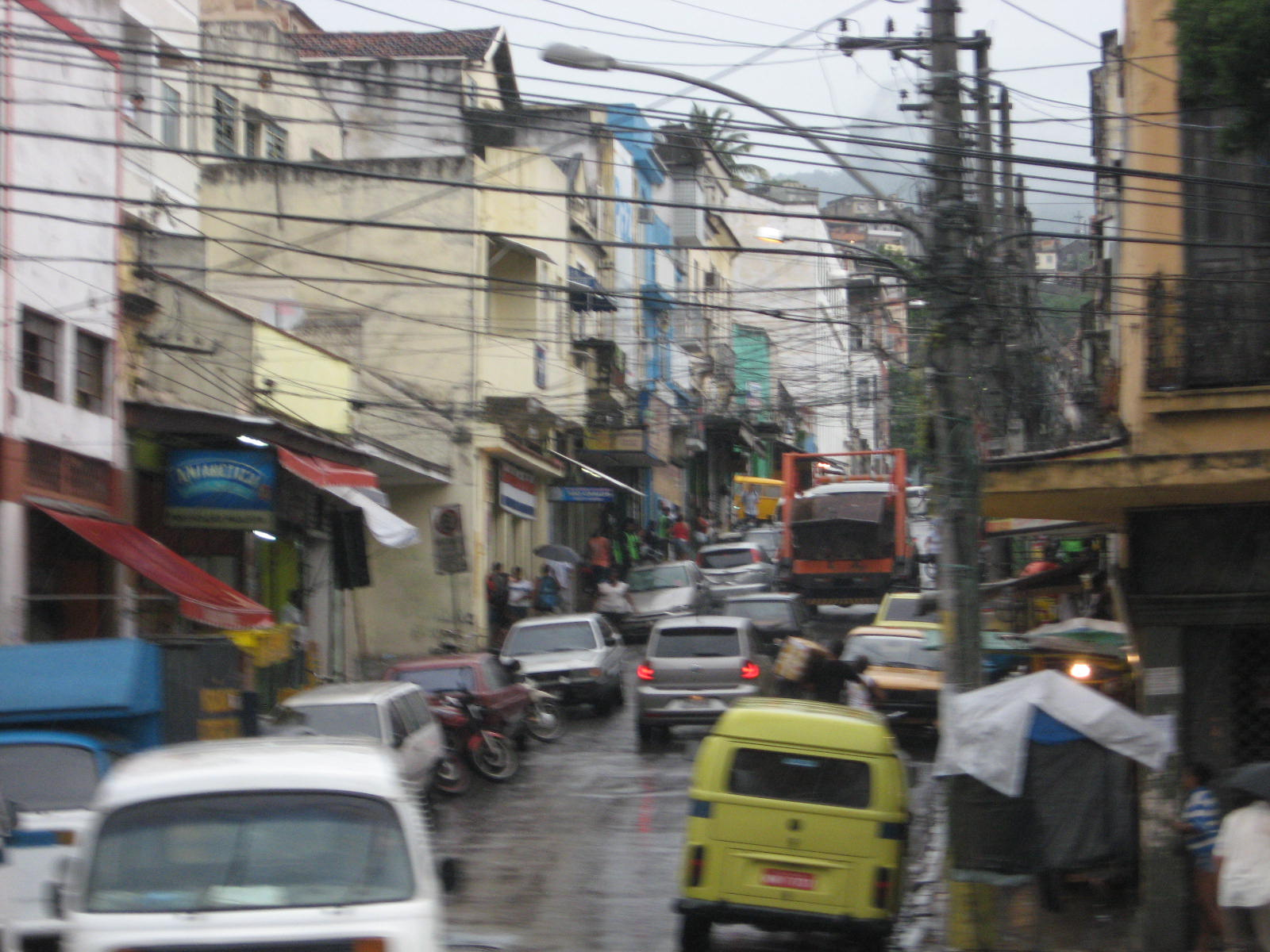
Auffahrt zum Morro de São Carlos
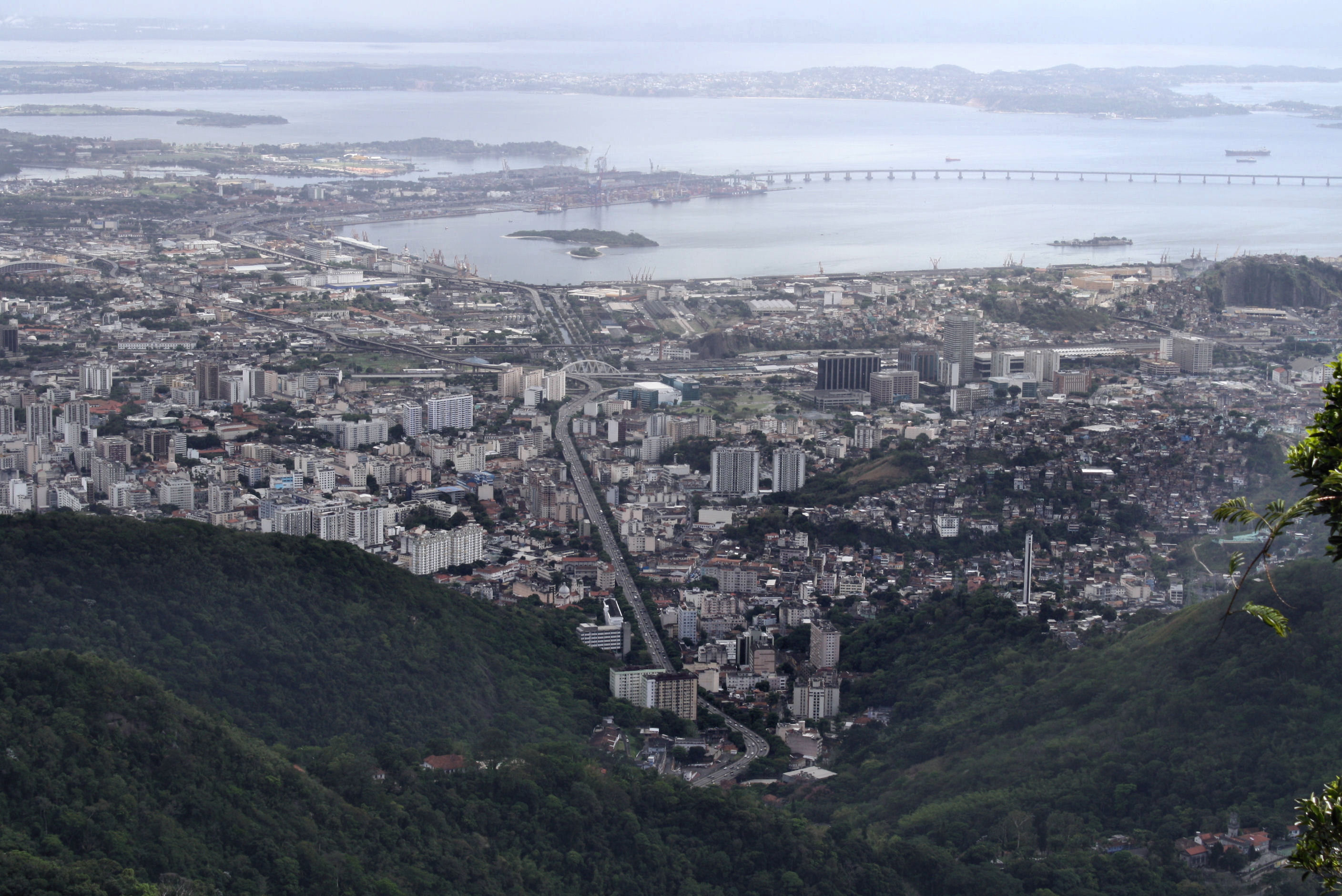
Estácio ist etwa rechts der Hauptstraße in der Mitte vor den beiden Hochhäusern.
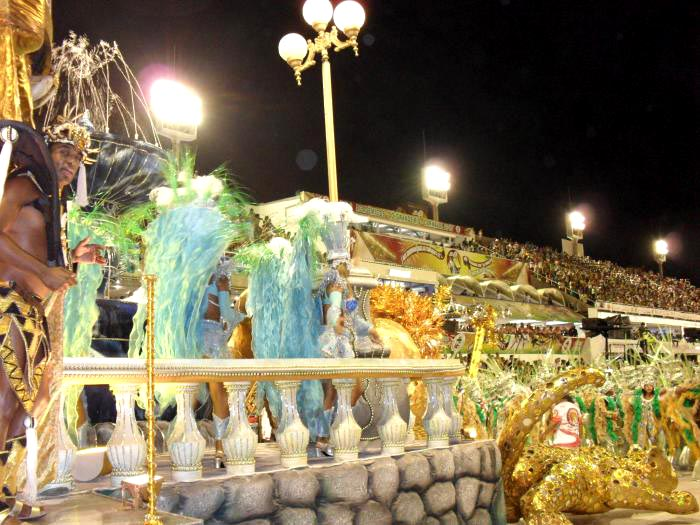
Die Sambaschüler von GRES beim Meisterschaftskampf 2010 im Sambódromo von rio